# レイモンド・バーク

レイモンド・レオ・バーク（Raymond Leo Burke、1948年6月30日 - ）は、アメリカ合衆国のカトリック教会高位聖職者で、司教、枢機卿かつマルタ騎士団守護者。
2004年から2008年はセントルイス大司教区を、1995年から2004年はラクロス教区を司牧。2008年6月から2014年11月まで教皇庁最高裁長官であり、現在は一裁判官として務めている。
教会法学者であるバークは、多くの場合、伝統主義の声として認識されている。カトリック教会の高位聖職者たちの間で。彼はラクロスとセントルイスで司牧している間、保守的な指導者としての評判を確立した。バークはトリエント・ミサの主要な支持者であり、頻繁にそれを捧げ、伝統主義の司祭に叙階を授けてきた。1969年以降のパウロ6世のミサの欠陥として彼が見たものを批判した。しばしば教会の保守派の事実上の指導者として見られている。
バークは公に教皇フランシスコと衝突し、同性愛の人々や教会の外で離婚して再婚したカトリック教徒に対する教会の態度を緩和しようとする他の司教たちの試みに激しく反対した。教皇フランシスコや他の司教たちによる試みに対して懐疑論と批判を表明した。バークはかつて、『愛のよろこび』に関連して教皇を「正式に正す」必要がある可能性について言及したが、教皇に対する忠誠心も表明した。バークは教皇フランシスコへの不忠誠の主張を否定しているが、その発言の多くは教皇への批判として解釈されており、一部のカトリック教徒からのバークへの反発につながっている。 2015年9月26日、バチカンはバークが司教団と教皇庁最高裁のより多くの影響を及ぼす地位にではなく、2013年12月に解任された列聖省に再任されたと発表した。 2016年には典礼秘跡省の一員として再任されなかった.。
2017年2月2日、教皇フランシスコがマルタ騎士団の特別代表としてジョバンニ・アンジェロ・ベッチウ大司教を任命したとき、通常はバークが守護者として行使する任務に独占的な責任をベッチウ大司教に負わせた。 2月21日、騎士団の首相であるアルブレヒト·フォン·ボーゼラガー男爵は、これはバークが守護者の職務を「事実上停止」されたことを意味すると発表した。2017年9月に教皇庁最高裁の裁判官として教皇フランシスコによって再任された。

## 生い立ち
1948年6月30日、ウィスコンシン州リッチランドセンターで父トーマスと母マリーの6人兄弟の末子として誕生。アイルランド系で祖先はコークとティペラリー出身。1954年から1959年までリッチランドセンターのセントメアリーズ教区学校に通った。2012年、学校の増築部分は彼に因んでレイモンド・カーディナル・バーク・アネックスと名付けられた。
家族は後にウィスコンシン州ストラットフォードに引っ越した。1962年から1968年まで、彼はウィスコンシン州ラクロスのホーリークロス神学校に通った。 1968年から1971年まで、ワシントンD.C.の アメリカ・カトリック大学で学んだ。バセリン奨学金給費生として、哲学で1970年に文学士号と1971年に文学修士号の二つの学位を取得。1971年から1975年にかけてローマ教皇庁立グレゴリアン大学で司祭職の為の学習を終え、神学の学士号と文学修士号を取得。教皇パウロ6世により1975年6月29日、サンピエトロ大聖堂で司祭に叙階された。

## 司祭職
司祭叙階後、ウィスコンシン州ラクロスの聖ジョゼフ大聖堂に助任司祭として割り当てられた。また、ラクロスのアクィナス高校で宗教を教えた（1997年に彼に敬意を表して新しい増築部分がビショップ・バーク・ホールと名付けられ、2011年にバーク・カーディナル・ホールと改名された）。 1980年から1984年まで、ローマのグレゴリアン大学で教会法を学び、1982年に教会法の博士号を取得。1984年にラクロスに戻り、教皇庁のモデレーターおよびラクロス教区の副会長に任命された。1989年、教皇ヨハネ・パウロ二世は、初のアメリカ人としてバークを教皇庁最高裁裁判所の弁護人に指名した。

## ラクロス司教
1994年12月10日、教皇ヨハネ・パウロ2世は、ラクロス教区にバーク司教を指名し、1995年1月6日にサン・ピエトロ大聖堂で彼を司教叙階した1995年2月22日にラクロス教区に着任した。
2000年に、バークはラクロス教区のために5回目の教区教会会議を招集 。 2002年、ラテン教会における伝統的な形式の典礼であるトリエント・ミサに捧げられたアウグスティヌスの戒則による修道会である新たなエルサレム律修聖職者会 (the Canons Regular of the New Jerusalem) の創設に影響力を持った。ラクロス教区の2人の匿名の司祭は、バークのリーダーシップは分裂的であると述べた。彼の行動の多くは何人かを疎外した。そのような例の1つは、2500万ドルを費やしたアメリカの保護聖人であるグアダルーペの聖母の聖堂の建設であり、バークが精神的な献身を高めるための実りある方法としてこの動きを擁護している間、費やしたお金は貧しい人々に行くべきだったと言う人もいた。もう1つは、教区がチャーチワールドサービスの毎年恒例のクロップウォークからの撤退であった。これは、集められた資金の一部が発展途上国でコンドームを購入するために使用されていたためであった。バークはまた、教区ではトリエントミサだけを捧げる王たるキリスト宣教会（ICKSP）を含む多くの伝統的な修道会を歓迎した。これは聖職者と平信徒の間で同様に人気がないといわれ、その政策の結果2人の司祭が教区を去った。バークは教師の給料を上げつつ、多くの学校を閉鎖した。彼のやり方は、前任者であるジョン・ジョセフ・ポールよりも儀礼的であると側近の何人かによって指摘されたが、彼の側近は彼を暖かく個人的で親しみやすいと述べた。在職期間中、教区は道徳的および政治的活動を増やしながら慈善活動に参加し続けた.。

## セントルイス大司教
2003年12月2日、バークはフィラデルフィアの大司教に任命されたジャスティン・フランシス・リガリ枢機卿の後任としてセントルイスの大司教に任命された。彼は2004年1月26日に就任し、2004年6月29日に教皇ヨハネ・パウロ2世からパリウムが贈られた。セントルイスでは、バークは司祭職への召命の促進を強調した。また、大司教区の週刊新聞セントルイスレビューにコラムを掲載した。ラクロスとセントルイスの両方で、伝統的な形式に従って礼拝したい人のために礼拝堂を設立した。ラクロスで行ったように、王たるキリスト修道会を大司教区に招き、米国内外のグループの司祭に叙階した。 2007年6月15日、教皇荘厳ミサによる王たるキリスト修道会2人の司祭の叙階が行われた。セントルイスの大聖堂でトリエントミサの叙階式が使用されたのは40年ぶりであった。 2006年、ミズーリ州の有権者が胚性幹細胞を許可する州憲法の改正を僅差で承認した時、「私たちの最も小さな兄弟姉妹が、いわゆる科学技術の進歩のために自分たちの生命を操作し破壊したい人々の合法的な対象、奴隷にされることを意味します」と語った。
バークは在職中、教区内の教会、聖スタニスラウス・コストカ教会の閉鎖の試みとその重要な資産の所有権をめぐって長期にわたる論争を激化させた。大司教区が以前に教区を閉鎖しようとしたにもかかわらず、マレク・ボゼク神父が2005年にクリスマスイブのミサを司式した後、バークはその教会は「分裂」状態にあると宣言し、これはボゼク神父と教会信徒委員会の破門につながった処分であった 。2012年、州裁判所は教区に反対する判決を下し、現在は独立したカトリック教会である会衆を支持し、重要な教区資産の完全な所有権を与えた。
2006年7月、教皇ベネディクト16世は、カトリック教会の最高裁判所のメンバーにバークを任命した。2008年5月6日、教皇はバークに2つのバチカンの任務を与えた。彼は、教会法を解釈する法文評議会のメンバー、および聖職者省のメンバーに指名された。

## 最高裁判所長官
2008年6月27日、教皇ベネディクト16世は教皇庁高裁判所長官に任命した。バークは、長官に指名された最初の非ヨーロッパ人であり、教理省長官であるウィリアム・レヴァーダ枢機卿に次ぐバチカンで2番目に高いランクのアメリカの高位聖職者となった。
2010年3月11日、ヨーロッパで性的虐待事件が明るみに出た後、教皇庁に事件を報告する方法を決定するにあたり、犠牲者のために裁判が行われる過程を速度を上げるために、世界中の司教とその地元の法廷を導く教会法に根ざした一連の明確なガイドラインを概説した文書をバチカンが準備し、高レベルの機密性を提供する方針にも変更が加えられる必要があると述べた。

## 枢機卿
2010年11月20日、ベネディクト16世は、バークをサンタガタ・デイ・ゴティの助祭枢機卿にし、セントルイス大司教区で五番目の枢機卿となった。2011年2月5日、聖アガタの記念日にバークは、ローマにある名義教会を正規に所有した。
2012年10月、バークは第13回司教会議の通常総会で論争委員会委員長に任命された。バークは、教皇フランシスコを選出した2013年のコンクラーヴェに参加した枢機卿選挙人の1人であった。
2013年12月16日、教皇フランシスコは、新しい司教の選出を監督するバチカンの省庁である司教省に大規模な変更を加えた。その中で、バークは一員として再任されなかった。教皇フランシスコは彼の保守的なイデオロギーに対する叱責の一形態としてバークを排除したと推測された。カルロ・マリア・ビガノ大司教によれば、バークの解任は主に当時の枢機卿であったワシントンの名誉大司教セオドア・マカリックの影響により起こった。ただし、そのような主張は独立して検証されていない。

## マルタ騎士団守護者と最高裁長官
2014年11月4日、バークは「教会は舵のない船のようなものであるという強い感覚がある」と公に不満を述べた。彼は、教皇を批判していると解釈されたくないと述べて、批判のバランスを取った。
4日後の11月8日、教皇フランシスコは最高裁長官としてバークを解任し、マルタ騎士団の守護者に指名した。これは通常、引退した枢機卿に与えられる主に儀礼的な役職か現役の枢機卿に与えられる二次的な役職である。

## 思想

### 中絶と胚性幹細胞の研究
2004年の大統領選挙中、バークは、彼はジョン・ケリーやに他の合法的な中絶を支持するカトリックの政治家に聖体を与えないだろうと述べた。「私が抱えている問題の1つは、『まあ、これは教会の実践では前例のないことです」と私に言う司教たちです。実のところ、それは聖パウロのコリント人への第一の手紙にさかのぼります。彼はこう言っています。『ふさわしくないままで主のパンを食べたり、その杯を飲んだりする者は、主の体と血に対して罪を犯すことになります』と語った。また、カトリック教徒は中絶や他の「反生命」慣行を支持する政治家に投票すべきではないという司牧書簡を書いた。バークは後に彼の立場を明確にし、中絶よりも重大な道徳的問題があると信じるならば、中絶賛成の政治家に投票しても大罪を犯すことはできないと述べたが、彼はまた、適格となるような問題は何も考えられないと述べた。 2008年9月のインタビューで、バークは「民主党は生命倫理問題に関する選択特に選択的中絶のために、決定的に『死の党』に変身するおそれがある」と述べた。
2008年、バークはセントルイス大学に、民主党の上院議員と大統領候補のヒラリー・クリントンのキャンペーンイベントで中絶と胚性幹細胞の研究を公に支持したバスケットボールの ヘッドコーチであるリック・マジェラスに対して懲戒処分を行うよう要請した。バークは「カトリック大学に就職するとき、カトリック教会が教えるすべてを受け入れる必要はありません。しかし、カトリック教会のアイデンティティと使命に疑問を投げかけるような発言をすることはできません」と述べた。イベントでは、彼は大学の代表として出席しなかったので、セントルイス大学はマジェラスが自分の個人的な見解を公に説明する権利を支持した。
2009年3月、バークはアメリカの司教たちに、合法的な中絶を支持するカトリックの政治家への聖体拝領を控えるよう求めた。司教たちがそうしなかったことは、「すべての人の信仰を弱めている。それは、調達された中絶を支持することは道徳的に正しいに違いないという印象を与えている」とバークは言った。また、「反生命」法を推進し実施するいかなる大統領も「死の代理人」である可能性があると述べた。バークは後に、バチカンの最高裁判所長官ではなく、単にアメリカの司教として発言したと述べた。 2か月後の5月、バークは「 バラク・オバマ大統領が選挙運動で発表して以来、彼の反生命および反家族の議題、例えば、調達された中絶、胚性幹細胞の研究、および同性婚に関する彼の議題を知っていたカトリック教徒は、明確に彼に投票することができなかったでしょう。選挙中、オバマは公式に同性婚を呼びかけていなかったが、同性のシビルユニオンを擁護していました」と述べた。
2013年2月、バークはアイルランドの中絶の議論についてコメントし、教会法に従って司祭は中絶を支持する政治家を聖体拝領から除外すべきであると述べた。
胚性幹細胞研究を提唱するシェリル・クロウが公演するよう予定されたカーディナルグレノン小児病院のためのチャリティーコンサートに、バークは病院がクロウの主催者いなることは、「教会が教えていることとは何らかの形で矛盾しているという印象を与えると述べたクロウの公演が確認された2007年4月25日に、彼女の招待状を非公開で削除するよう求めた。
2016年の米国大統領選挙でのドナルド・トランプの勝利は、「中絶反対運動の勝利」だったと語った。
2019年8月のインタビューで、自分たちを教会の会員と見なしているが、特定の問題についての教えに同意しない人々を批判した。「この国の非カトリック政府の指導者に、中絶といわゆる同性結婚に関するカトリックの教えが変わったと確信していると言われたことがあります。 そしてそれはスキャンダルです」と語った。ジョー・バイデンを引き合いにし、そのような人たちは聖体拝領しないようにと語った。「それは罰ではありません。彼らに近づかないようにと言うことは、実はこれらの人々への好意です。彼らが近づいたら、彼らは涜聖を犯すからです」と語った。に対するカマラ・ハリスのブライアン・ビュッシャー裁判官と彼のコロンブス騎士団との関係の批評で彼女を非難し、人々はその種の声明を見て、それが何であるか、そして私の国の指導者になって欲しい人ではないと言う必要があります」と述べた。

### 同性愛と同性婚への反対
バークは、同性愛に対する態度を和らげ、教会内での同性愛者のより大きな受け入れを可能にする動きへの強い批評家であり反対者である。2013年のインタビューで、同性婚は「偽りの業で、私たち人間の本質の最も基本的な側面であり、生命それ自体に続いて私たちを定義する人間のセクシュアリティに関する嘘です。これらの種の嘘が来る場所は1つだけです。すなわちサタンから来ています。それは、個人、家族、そして最終的には私たちの国を破壊することを目的とした悪魔的な状況です」と語った。
2014年10月のインタビューで、バークは同性愛者の関係を「深刻な無秩序で有害」であり、親は「子供をそれにさらすべきではない」と述べた。親が子供に性的に活発な同性愛者との接触を許してはならず、クリスマスのお祝いなどの家族の集まりに参加することを思いとどまらせるべきであると提案した。彼は同性愛を遺伝的ではないが、人の環境に大きく依存する「疾患」として説明した。教皇フランシスコが同性愛行為で肯定的な要素を見つけることができると言ったことは一度もないと彼が主張した直後、「邪悪な行為で肯定的な要素を見つけることは不可能である」と付け加えた。
2019年、進歩的なナショナル・カトリック・レポーターに記事を書いているデビッド・ギブソンは、バークの比較は教皇フランシスコのより司牧的なアプローチと歩調を合わせていないことを示唆した。
2017年8月、バークは、ドイツの最近の同性結婚の合法化はカトリック教会にとって大きな懸念事項ではないというラインハルト・マルクス枢機卿の主張は、教会が根本的に世俗化された文化へ「生命と神の愛の福音を宣言する明確さと勇気」を欠いていることを示したと述べた。社会から教会の指導者に広がる悪魔のような誤りをほのめかし、「終わりの時」が近づいているという懸念を提起し、同性愛は罪深い行為であると再度語った。正しいアプローチはその人への愛とカトリック教徒が「罪深い行為のために常に持っていなければならない」憎しみを区別するだろうと主張した。
2019年、バークは教会の教えを維持する上で彼らが認識した失敗のために仲間の司教の何人かを非難した。米国カトリック司教協議会（USCCB）内に、カテキズムにおける同性愛行為の議論から「本質的に無秩序」という記述を削除しようとするなど、同性愛に対する教会の態度を和らげようとしている「圧力団体」があると信じている。バークは変更は不可能と語り、「米国のヒエラルキーの中には、これらの問題に関して教会と首尾一貫していない要素が確かにある」と続けた。そして、ジェームズ・マーティン神父を彼らの教区内で昇進させる高位聖職者を批判した 。マーティンが同性愛に関する教会の教えと首尾一貫しておらず、そのような昇任は対処しなければならないヒエラルキー内の深刻な困難があることの提示であると主張した。
2019年2月、バークは、カトリック教会を巻き込んだ性的虐待の危機を非難した「同性愛者の地位向上の疫病」の終結を求める教皇フランシスコ宛てのヴァルター・ブランドミュラー枢機卿との公開書簡を執筆した。彼らは、議題は「沈黙の陰謀」によって保護された「組織化されたネットワーク」によって広められたと主張した。

### 反律法主義
2012年の司教会議は「新しい伝道」に焦点を合わせた。バークは、同性愛者への書面によるコメントの中で、恩寵がキリスト教徒を道徳法への服従から免除するという信念である「反律法主義」を批判した。「今日の社会の最も深刻な傷」であり、人口妊娠中絶、胚性幹細胞研究、安楽死、同性婚などの「本質的に悪」である行為の合法化に責任があると述べた。

### イスラム教と移民
2016年7月20日のインタビューで、バークは「イスラム教が世界を統治したいと望んでいることに疑問の余地はない」とし、西洋社会はキリスト教のルーツに戻るべきだと述べた。バーク氏は、「イスラム政権下にあるという考えに平和がない」人にとっては、そのような見通しを「恐れる」ことは合理的であると述べた。彼は、新しい本「世界への希望：キリストのすべてのものを団結させる」の出版に先立って話していた。本の中で、バークは次のように述べた。
イスラム教は、それ自体の解釈によれば、国家にもならなければならない宗教です。コーラン、とコーランの法律の様々な専門家によって与えられ、それを本物の解釈は、世界を支配する運命にあります。...実際には、イスラム教が国家と世界に対する主権を確立することに成功していなければ、他の宗教は容認されるかもしれませんが、他の宗教のための場所はありません
ダブリンのディアミッド・マーティン大司教は、一連のテロ攻撃の余波でヨーロッパがまだ揺らいでいたとき、バークの発言は役に立たなかったと述べた。
2016年米国大統領選挙前、バークは不法移民とイスラム教徒の移民に強く反対するドナルド・トランプの緊密な顧問であるスティーブ・バノンと会った。 2人は少なくとも時折互いに接触を維持したと報道された。トランプの勝利後、バークは「新大統領が移民問題の扱いにおける憎悪に触発されるとは思わなかった」と述べた。 2017年、バークはイタリアの北部同盟書記長であり、イスラム教徒との移民と対話について教皇フランシスコの反対者であるイタリア民族主義者マッテオ・サルヴィーニと会った。
2019年5月17日、バークはイスラム教と大規模なイスラム教徒の西側への移民に対する批判的な見解を繰り返した。米国の一部のイスラム教徒は「独自の法的秩序を確立」しており、それを通じて「国家の正当な権威に抵抗している」と述べた。とりわけ、ブライトバートニュースの元記者ラヒーム・カッサムによる「ノーゴーゾーン：シャリーア法があなたの近所にやってくる方法」という本を引用した。バークは、イスラム教は「世界を支配する運命にあると信じている」という彼の信念を再確認し、「大規模なイスラム教徒の移民に反対することは、実際、私に関する限り、愛国心の責任ある行使である」と述べた。